# إسحاق جاي لانسينغ
إسحاق جاي لانسينغ (بالإنجليزية: Isaac J. Lansing) هو عالم عقيدة أمريكي، ولد في 1846 في وترفليت في الولايات المتحدة، وتوفي في 1920.